# Ейвон (Мен)
Ейвон (англ. Avon) — місто (англ. town) в США, в окрузі Франклін штату Мен. Населення — 450 осіб (2020).

## Демографія
Згідно з переписом 2010 року, у місті мешкала 461 особа в 216 домогосподарствах у складі 126 родин. Було 341 помешкання
Расовий склад населення:
| - 98,0 % — білих - 0,7 % — чорних або афроамериканців - 0,2 % — азіатів |

До двох чи більше рас належало 0,4 %. Частка іспаномовних становила 1,1 % від усіх жителів.
За віковим діапазоном населення розподілялося таким чином: 21,3 % — особи молодші 18 років, 61,6 % — особи у віці 18—64 років, 17,1 % — особи у віці 65 років та старші. Медіана віку мешканця становила 46,9 року. На 100 осіб жіночої статі у місті припадало 92,9 чоловіків;  на 100 жінок у віці від 18 років та старших — 90,1 чоловіків також старших 18 років.
Середній дохід на одне домашнє господарство  становив 40 955 доларів США (медіана — 33 000), а середній дохід на одну сім'ю — 57 228 доларів (медіана — 52 917). Медіана доходів становила 30 250 доларів для чоловіків та 22 500 доларів для жінок. За межею бідності перебувало 18,2 % осіб, у тому числі 5,0 % дітей у віці до 18 років та 28,6 % осіб у віці 65 років та старших.
Цивільне працевлаштоване населення становило 227 осіб. Основні галузі зайнятості: освіта, охорона здоров'я та соціальна допомога — 27,8 %, мистецтво, розваги та відпочинок — 24,2 %, роздрібна торгівля — 13,2 %, виробництво — 8,4 %.